# Anaea alberta
Anaea alberta är en fjärilsart som beskrevs av Druce 1876. Anaea alberta ingår i släktet Anaea och familjen praktfjärilar. Inga underarter finns listade i Catalogue of Life.